# Zalaszegvár, Veszprém
Zalaszegvár  este un sat în districtul Sümeg, județul Veszprém, Ungaria, având o populație de 151 de locuitori (2011). 

## Demografie
Componența etnică a satului Zalaszegvár
     Maghiari (96,3%)
     Germani (3,7%)
Componența confesională a satului Zalaszegvár
     Romano-catolici (61,59%)
     Fără religie (12,58%)
     Reformați (2,65%)
     Necunoscută (23,18%)
Conform recensământului din 2011, satul Zalaszegvár avea 151 de locuitori. Din punct de vedere etnic, majoritatea locuitorilor (96,3%) erau maghiari, cu o minoritate de germani (3,7%).  Din punct de vedere confesional, majoritatea locuitorilor (61,59%) erau romano-catolici, existând și minorități de persoane fără religie (12,58%) și reformați (2,65%). Pentru 23,18% din locuitori nu este cunoscută apartenența confesională.